# Багірова Віра Михайлівна
Багірова Віра Михайлівна. Псевдонім Мирослава Галицька. (15 липня 1948, в селищі Більшівці Галицького р-ну Івано-Франківської обл.) — українська дитяча письменниця: поетеса, прозаїк, драматург, журналіст. Член Національної Спілки  письменників України з 1994 року, член Спілки християнських письменників  України з 2010 року, член «Просвіти» з 1992 року; громадсько-культурна діячка.
Письменниця Віра Багірова — авторка віршів, казок, п'єс, оповідань у тому  числі про тварин та рослин. 
Окремі вірші, оповідання та казки Віри Багірової включено до шкільних програм із народознавства, програмників для дошкільнят «Малятко» і «Дитина». У творчому доробку Віри Багірової  51 книжка.

## Біографічні відомості
Народилася 15 липня 1948 р. в селищі Більшовці Галицького р-ну Івано-Франківської обл. Дівоча фамілія Николин.
Мати — Чеслава Легін, уродженка Кракова, мала вищу фінансову освіту. Батько — Михайло Николин — був механіком-самоучкою.
Майбутня письменниця закінчила Задністрянську СШ в 1963 р., Калушський хіміко-технологічний технікум в 1969 р. Спеціальність: хімік-технолог органічного синтезу. З 1969 по 1971 рр. навчалася в Бакинському Державному Університеті на хімічному факультеті, який не закінчила в зв'язку з народженням сина і переїздом в Україну.
Працювала в Азербайджані та Україні хіміком-технологом, журналістом.
В 1979 році навчалася в школі письменниці Марії Пригари в Ірпіні.
З 1983 року і по сьогоднішній день почуває себе ученицею Алли Богуш –дійсного члена НАПН України, професора, завідувачки кафедри теорії і методики дошкільної освіти Державного закладу «Південноукраїнський національний Педагогічний університет ім. К. Л. Ушинського», постійно спілкується з нею. Чимало книжок письменниці мають Передмову до них пані Алли Богуш.

## Творча діяльність
У видавництві «Веселка» з 1978 року почали виходити  друком книжки В. Багірової «Їхав автобус», «Водограй», «В'язанчик», «Бубликовий кущ», «В'язанчикова сопілка» великими тиражами по 125 000 та 150 000 примірників, а збірники творів українських письменників, де серед знаменитостей її друкували як талановиту молодь, виходили тиражами по 100 000.
Після розпаду Радянського Союзу в Івано-Франківську у видавництві «Нова зоря» в 1993 р. вийшло дві книжки письменниці — «Творіння Божої краси» та «Церковна абетка» накладом у 1000 примірників. У 1996 р. обласне управління народної освіти видало поетичну збірку «Бог любить нас». Наклад виходу книжок почав становити не більше 5000.
«Сказки бабушки Мэсмэ», видана в 1971 році, в-во «Азернешр», Баку — прозова збірка казок.
«Їхав  автобус», видана в 1978 році — поетична збірка. 
«Водограї», видана в 1980 році, — поетична збірка.
«Родная земля», видана в 1981 році — поетична збірка віршів на українській та російській мові (в-во «Радуга» із серії білінгвів. Москва).
«В'язанчик», видана в 1985 році — прозова збірка, перевидана в тому ж році.  
«Бубликовий кущ», видана в 1990 році — поетична збірка.
«В'язанчик» та  «Чугайстрова  сопілка», видана в 1992 році — прозова збірка, перевидана  1993 р..
«Творіння Божої  краси»,  видана в 1993 році — поетична збірка релігійного спрямування.
«Церковна абетка»,  видана в 1993 році — поетична збірка релігійного спрямування.
«Бог любить  нас», видана в 1996 році — поетична збірка релігійного спрямування.
«Гуцулик», видана в 1997 році — поетична збірка.   
«Крапельки дощу», видана в м. Торонто в 1998 році — прозова збірка.
«Хай  Бог  вас береже»,  видана в 1999 році — поетична збірка.  
«Свята земля», видана в 2000 році — прозова збірка (для дорослого читача) релігійного спрямування.
«Таїнство пречистого  милосердя»,  видана в 2001 році — прозова збірка (для дорослого читача) релігійного спрямування.
«Ялинка»,   видана в 2004 році — поетична та прозова збірка.  
«Анелі», видана в 2004 році — прозова збірка релігійного спрямування.
«Первоцвіт»,  видана в 2006 році — збірник пісень композиторів Прикарпаття на вірші Віри Багірової.
«Ich werde immer grosser», видана в 2007 році в Німеччині (в-во «Edition bilibri»), прозова книжка  коротких казок.
«Зайчикова книжка», видана в 2006 році — збірка коротких прозових казок.
«Дванадцять свят»,  видана в тісній праці з Ельмірою Маркс в 2008 році — збірник віршів, прози та пісень композиторів Харківщини та Прикарпаття на слова Віри Багірової.
«Шурхотина»,   видана в 2008 році — лібретто казки Віри Багірової на музику Зорини Валіхновської. 
«Жива вода»,  видана в 2009 році — прозовий збірник.
«Славення»,  видана в 2009 році — поезія релігійної тематики. Вперше в Україні звіршований весь Псалтир з дотриманням всіх основ псалмовіршів як першопочаткової інформації. Поезія співана, замовлена монахами Юріївського монастиря на Київщині.  Передмова отця-професора Івана Козовика.  
«Вишиванка», видана в 2009 році — поетичний збірник.
«Гарячі  сонечка», видана в 2011 році —  прозова збірка оповідань про дітей-інвалідів.
«Ми  чекаємо Миколая», видана в 2011 році — віршований, прозовий збірник та співаник (музика композитора Миколи Ведмедері). Перевидана у тому ж році.
«Золота Пасха», видана в 2011 році — поетичний збірник. 
«Мій  край», видана в 2012 році — співаник (музика Миколи Ведмедері та вірші Віри Багірової).
«Місто кохане моє»,  видана в 2012 році (для дорослого читача) — поезія, проза, співаник. 
«Галичаночка», видана в 2013 році — поетичний збірник.  
«Тарасова Україна», видана в 2013 році — прозовий, поетичний  та пісенний збірник.
«Таємниця місячного сяйва», видана в 2014 році — прозовий та поетичний збірник.
«Казка  з піснею гуляла», написана в 2014 році — збірник прозових казок. 
«України славні діти», видана в  2015 році — поетичний, прозовий збірник та співаник.
«Привітання  для Богородиці», видана в 2013 році — прозовий та поетичний збірник.
«Я козацького роду» , видана в 2016 році — прозовий та поетичний збірник, пісні на музику  композиторів Прикарпаття .
 «Таємниця Лунатиди», видана в 2017 році — фантастично-пригодницька повість для школярів.
«Ісусові свята», видана в 2017 році — прозовий, поетичний збірник та співаник релігійного спрямування (для сімейного читання та вчителів християнської етики)
«Пісенний рік навчання», видана в 2018 році — об'ємний збірник з навчального матеріалу, приурочений річним святкуванням   у дошкільних закладах та середній школі Світлани Бойчук, вірші і тексти пісень Віри Багірової, музика викладачів та випускників музичних навчальних закладів  м. Івано-Франківська.
«Під захистом Ангелів», видана в 2018 році — прозовий збірник.
«Під захистом Святих Небесних Сил», видано в 2019 році — переконливі доводи існування Божественного світу, який постійно допомагає землянам. Проза. Поезія. Перекладена на німецьку мову з додатковим матеріалом в 2022 р.
«Церковна абетка», перевидання 2019 року з доповненням церковних свят та виступів Папи Римського, фотографії церков світу.
«Живий всесвіт», видано в 2019 року — поетичні твори про наше місто та людей, що пережили потрясіння нашої історії. 
«Славення», перевидання  2020 року з доповненням поетичного матеріалу.
«Малі захисники великої Вітчизни», видано в 2021 році — збірник сонет для дітей. 
«Галицька ера», видано в 2021 році — пісенник Мирослава Пастернака, об‘ємний та вельми пригаданий новими піснями. 
«Зайчикові свята», видано в 2021 році — короткі казочки для дітей на виховну тематику. 
«Ми у світлі Святих Євангелії», видана в 2021 році — Осмислення. Поезія. Проза. 
«Співають діти», видано в 2021 році — пісенник до дітей. Композитор Надія Галабурда. 
«Українські зірочки», видана в 2022 році — книга для дітей. Вірші. Оповідання. Казки. 
Твори Віри Багірової друкувалися  в обласних, республіканських газетах: «Комсомольський прапор», «Прикарпатська правда», «Рідна земля», «Галичина», «Ехо Азербайджана», «Нова зоря», «Світ молоді», «Молодь України», «Політика і культура», «Галицька просвіта», та ін.; а також у журналах «Малятко», «Барвінок», «Барвинок», «Радянська жінка», «Мамине сонечко», «Пізнайко» «Ангелятко», «Равлик», «Джміль», «Стежка», «Однокласник», «Мистецтвознавство» та ін.
Окремі вірші, оповідки та казки надруковані в шкільних читанках і стали народним надбанням, як от: «Бабця спить», «Небесна синя благодать», «Первоцвіт», «Тарасова доля» та ін.
У дитячих садках та школах Івано-Франківська кожного понеділка, на освітянських  лінійках, при піднятті прапора України звучать гімни відповідних закладів, написаних  їхньою улюбленою письменницею Вірою Багіровою.  Коли діти ідуть в літературний музей Прикарпаття, першими їхніми запитаннями є «А де тут Віра Багірова?»
Співавторка книг та альманахів:
«Іскри юності», видана в 1965 році, збірник прози та поезії авторів Галицького району Івано-Франківської області.
«Сонячний коровай»,  видана в 1985 році, проза, поезія українських письменників дітям дошкільного віку.
«Прапорець», видана в 1986році. Поетичний та прозовий збірник українських письменників  для школярів.
"Крейсер  «Аврора», видана в 1986 року, поетичний збірник українських письменників для школярів молодших класів.
«Катрусина пісня», видана в 1991 році, пісенник для малят.
«Від Карпат до Опілля», видана в 1991 році. Двотомник творів письменників Прикарпаття.
«Колосок», видана в 1994 році, збірник прози та поезії для дошкільнят.
«Народознавство  і біологія», видана в 1995році, прозовий збірник.
«Яворове листя», видана 1996 року. Поетичний збірник письменників Івано-Франківщини.
«Жито на камені», видана 1996 року. Прозовий  збірник письменників Івано-Франківщини.
«Витоки», видана в 1998 році, поетичний збірник.
«Мій Івано-Франківськ». Пісенник авторів Прикарпаття, виданий в 2003 році.
«Під Франковою зорею», видана в 2006 році. Збірник творів прикарпатських авторів. Поезія, проза.
«Яворове листя», видана 1996 року. Збірник творів прикарпатських авторів. Поезія, проза.
«Спомини». Пісенник Миколи Павлюка на слова поетів Івано-Франківська, виданий в 2008 році.
«Нащадки  Митуси»  – збірник віршів поетів Галичини, виданий 2006 році.
«Мандрівка  святого Миколая» — збірник віршів та казок для дітей, 2007 р. 
«СІТY  Li FE» , інформаційний та літературний альманах, 2008 р.
«Зимова книжка», видана в 2009 році. Збірник прози та поезії
«Літня  книжка», видана в 2010 році. Збірник прози та поезії.
«Музичний калейдоскоп». Пісенник Миколи Ведмедері на слова українських поетів, виданий в 2010 році.
«Музика серця». Пісенник Надії Галабурди на слова поетів  Буковини, Прикарпаття, Закарпаття, виданий в 2010 році.
«Гаївки». Збірник пісень Ігоря Медведя на слова поетів Прикарпаття, самвидав, 2010 рік.
«Пісня — голос Господа». Пісенник Мирослава Пастернака на слова українських поетів, виданий в 2017 році
«Люблю українські простори». Пісенник Мирослава Пастернака на слова українських поетів, виданий в 2017 році. 
Та інші.
Практично пісні на  слова  Віри Багірової  співають діти в кожному садочку й школі Івано-Франківщини.
Книга «Золота Паска»  у 2012 р. була представлена на міжнародній книжковій ярмарці в місті Ляйпціх, в 2013 р. Була перекладена на німецьку мову, а дизайнер та художниця цієї книги Руша Полякова удостоїлася нагороди «Einehand».
Віра Багірова — автор  6 статей з питань літератури в періодиці,  6 передмов до книг інших письменників; автор ще не опублікованих жанрів малої прози та поетичних збірників, які є в черзі на друкування: «Живий Всесвіт», «Це моє життя», «Солов'їні хори», пісенника Мирослава Пастернака «Бог любить нас» на вірші В. Багірової.
З  1982 по 1991 рр. працювала в журналі The Rainbov в Джерзі Сіті США. І вже  40 років тісно співпрацює з монахинями та  педагогами недільних шкіл Бельгії, Канади, Австрії, Німеччини.
Її окремі оповідання перекладені на польську, чеську, німецьку мови, вірші — на азербайджанську мову. Українська діаспора  м. Торонто (Канада) видала її дитячу книгу «Крапельки дощу»;  в м. Сідней (Австралія) українською діаспорою перевидана книга віршованих псалмів «Славення».
Була членом редколегії в журналах «Веселка», «Дзвіночок», «Сябри».
Її книжки мають окрему вітрину в бібліотеці університету в м. Бонн: Friedrich-Wilhelms -Universitat  Bonn.
Майже 30 років письменниця  виступала перед  аудиторією дошкільнят, школярів  у садочках, школах, бібліотеках, клубах, сиротинцях.  Її аудиторією  є  також студенти  вузів та  жінки  різних громадських об'єднань.

## Нагороди
Лауреат премії  імені  Івана Франка  в номінації Література за  поетичні та прозові збірники «Золота Пасха», «Галичаночка», «Місто кохане моє».
Лауреат премії імені Марійки  Підгірянки за книги «Ялинка», «Анелі».
Нагороджена  орденом Тараса Шевченка  від   Всеукраїнської  Координаційної Ради за книгу «Тарасова Україна».